# Shenay Perry
Shenay Perry es una jugadora de tenis profesional estadounidense nacida el 6 de julio de 1984 en Washington D. C., Estados Unidos.